# Porpác
Porpác là một thị trấn thuộc hạt Vas, Hungary. Thị trấn này có diện tích 6,19 km², dân số năm 2010 là 160 người, mật độ 26 người/km².